# Now What?!
Now What!? är det 19:e studioalbumet av det brittiska hårdrocksbandet Deep Purple. Albumet gavs ut den 26 april 2013 och producerades av Bob Ezrin. Det är gruppens första på över åtta år, det föregående albumet Rapture of the Deep gavs ut i slutet av 2005.

## Låtlista
Samtliga låtar skrivna av Don Airey, Ian Gillan, Roger Glover, Steve Morse, Ian Paice och Bob Ezrin, förutom "It'll Be Me" av Jack Clement. 
| Nr           | Titel                     | Längd |
| ------------ | ------------------------- | ----- |
| 1.           | A Simple Song             | 4:39  |
| 2.           | Weirdistan                | 4:14  |
| 3.           | Out of Hand               | 6:09  |
| 4.           | Hell to Pay               | 5:10  |
| 5.           | Body Line                 | 4:26  |
| 6.           | Above and Beyond          | 5:30  |
| 7.           | Blood From a Stone        | 5:18  |
| 8.           | Uncommon Man              | 7:02  |
| 9.           | Après Vous                | 5:24  |
| 10.          | All the Time in the World | 4:21  |
| 11.          | Vincent Price             | 4:46  |
| 12.          | It'll Be Me               | 3:02  |
| Total längd: | Total längd:              | 60:04 |